# سیروس اصانلو
سیروس اصانلو اولین جراح پلاستیک و پدر جراحی پلاستیک، بازسازی و ترمیم ایران بود. وی بعد از دریافت مدرک جراحی عمومی در سال ۱۳۱۵ به انگلستان و بعد از آن به آمریکا سفر کرد و آموزش‌های لازم را در زمینه جراحی پلاستیک به صورت تخصصی دریافت کرد.
اصانلو در سال ۱۳۱۹ به ایران بازگشت و بعد از دو سال یک مرکز جراحی ترمیمی برای اولین بار در بیمارستان هزار تختخوابی تهران تأسیس کرد. بعد از آن وی به عنوان استاد جراحی پلاستیک در دانشگاه تهران، آموزش‌های لازم را در اختیار دانشجویان پزشکی قرار داد و به همین ترتیب جراحی پلاستیک در ایران توسعه یافت.
اصانلو با جوزف موری جراح پلاستیک برنده جایزه نوبل در زمینه آموزش دانشجویان و مدرن کردن جراحی پلاستیک در ایران همکاری می‌کرد. موری در آبان ۱۳۵۳ سفری به تهران داشت که در زمینه همین همکاریها بود.
سیروس اصانلو در مهر ۱۳۸۴ در واشینگتن درگذشت.